# Poienile de sub Munte
Poienile de sub Munte è un comune della Romania di 10 282 abitanti, ubicato nel distretto di Maramureș, nella regione storica della Transilvania. 
Nei pressi del comune si trova la Riserva naturale di Farcău - Lacul Vinderel - Mihailec, con un'area di circa 100 ettari, di interesse geologico, faunistico e paesaggistico.